# Retroprojeção

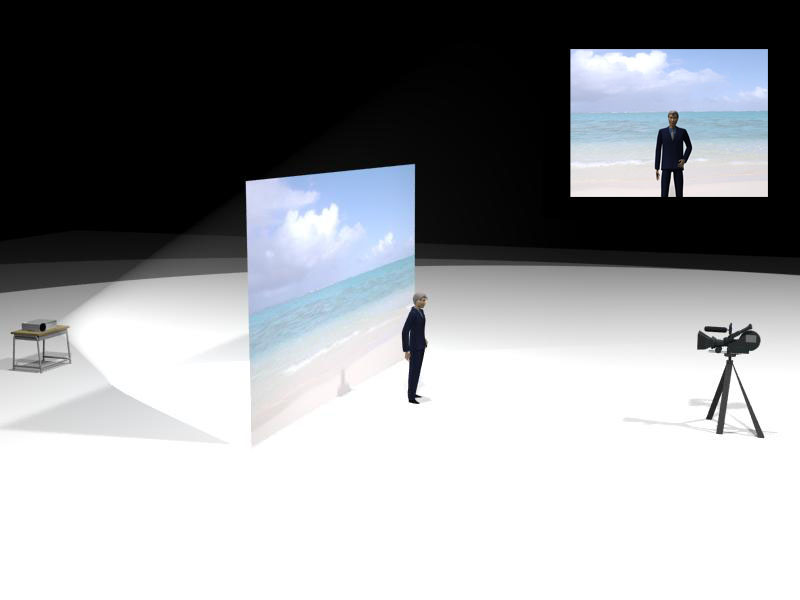
Efeito de retroprojeção.

A retroprojeção (projeção de fundo, fotografia de processo, etc.) é uma das muitas técnicas cinematográficas de efeitos na câmera na produção cinematográfica para combinar performances em primeiro plano com fundos pré-filmados. Foi amplamente utilizado por muitos anos em cenas de direção ou para mostrar outras formas de movimento de fundo "distante".

## Técnica
Os atores ficam em frente a uma tela enquanto um projetor posicionado atrás da tela que projeta uma imagem invertida do fundo. Isso requer um espaço grande, pois o projetor precisa ser colocado a alguma distância da parte de trás da tela. Frequentemente, a imagem de fundo pode inicialmente parecer tênue e desbotada em comparação ao primeiro plano. A imagem projetada pode ser estática ou em movimento, mas é sempre chamada de placa. Pode-se ouvir o comando "Roll plate" (role e placa) para instruir a equipe de palco a começar a projetar.
Essas chamadas tomadas de processo eram amplamente utilizadas para filmar atores como se estivessem dentro de um veículo em movimento, quando na realidade estão em uma maquete de veículo em um estúdio de som. Nesses casos, o movimento do filme de fundo e dos atores e acessórios do primeiro plano eram frequentemente diferentes devido à falta de estabilização da câmera na filmagem devido aos veículos em movimento usados para produzir a cena. Isso era mais perceptível como solavancos e movimentos bruscos na imagem de fundo que não eram reproduzidos pelos atores.
Um grande problema com o uso da projeção traseira era que a imagem projetada na tela era sempre um pouco menos nítida do que a ação na frente dela, um efeito que era especialmente perceptível em sequências onde cenas com projeção traseira alternavam com tomadas sem projeção.
Um grande avanço em relação à projeção traseira é a projeção frontal, que usa um material de tela especial para permitir que a placa seja projetada da frente da tela. Isso resulta em uma imagem muito mais nítida e saturada. Embora a técnica tenha sido usada experimentalmente por algum tempo, foi durante as filmagens de 2001: Uma Odisseia no Espaço (1968) que a versão moderna foi totalmente desenvolvida. Neste caso, o efeito foi usado para evitar tomadas custosas na África durante as cenas de abertura do filme, mas o efeito também foi usado ao longo do filme para uma variedade de tomadas nas janelas de naves espaciais. 2001 também usou projeção traseira para produzir efeitos de tela de computador.
À medida que a projeção frontal e os efeitos de tela azul se tornaram mais difundidos e menos dispendiosos, a projeção traseira tornou-se amplamente obsoleta. Quentin Tarantino usou o processo para a sequência da corrida de táxi em Pulp Fiction (1994). James Cameron também usou projeção traseira para várias tomadas de efeitos especiais em Aliens (1986), incluindo a queda da nave de desembarque, bem como para várias sequências em Terminator 2: Judgment Day (1991), como a fuga do carro do hospital psiquiátrico e o T-1000 sequestrando o helicóptero da polícia; Cameron foi descrito como uma das poucas pessoas em Hollywood ainda capaz de entender e usar a fotografia de processo como uma técnica eficaz. A série de filmes Austin Powers (1997–2002) frequentemente usava projeção traseira para ajudar a recriar a sensação de antigos filmes de espionagem, enquanto Assassinos por Natureza (1994) usou a técnica extensivamente para enfatizar as motivações subconscientes dos personagens.

## História
A projeção traseira foi concebida muito antes de seu uso real; no entanto, ela só foi possível na década de 1930 devido a três desenvolvimentos técnicos necessários. O mais importante foi o desenvolvimento de motores de câmera e projetor que pudessem ser conectados para sincronização de seus obturadores, que foram desenvolvidos a partir das necessidades não relacionadas de filmes "falados", cujo tempo tinha que ser cuidadosamente controlado. Em segundo lugar, a introdução do filme pancromático pela Eastman Kodak em 1928 permitiu que a câmera expusesse o fundo projetado mais do que os filmes ortocromáticos, fazendo com que parecesse menos tênue do que antes. Por fim, os tamanhos maiores de filme que começaram a surgir no final da década de 1920 exigiam lâmpadas de projeção mais potentes, que posteriormente ficaram disponíveis para tornar a tela de projeção traseira mais brilhante e, portanto, mais adequadamente exposta.
Em 1930, a Fox Film Corporation foi a primeira a usar a técnica de projeção traseira, com seus filmes Liliom e depois Just Imagine , e posteriormente recebeu um Óscar técnico por seu trabalho no ano seguinte. Pouco depois dessa estreia, Farciot Edouart ASC, da Paramount Pictures, refinou a técnica, começando em 1933, e desenvolveu vários métodos novos, como sincronizar três projetores com a mesma placa de fundo para uma exposição mais uniforme e brilhante. Linwood Dunn ASC, da RKO Radio Pictures, expandiu isso com o uso de matte viajante em filmes como Flying Down to Rio (1933). A primeira projeção traseira em escala real foi criada pelo famoso diretor de efeitos especiais Eiji Tsuburaya para o filme alemão-japonês de Arnold Fanck, A Filha do Samurai.
No final da década de 1940, David Rawnsley introduziu a técnica em quatro pequenos filmes britânicos, quando foi duramente criticada. Alfred Hitchcock era um mestre em usar capturas de tela do processo, misturando-as com fotos do local para que a leve artificialidade das capturas de tela do processo não distraísse a ação. Ele usou o processo para mostrar o personagem de Cary Grant sendo atacado por um avião agrícola no filme Intriga Internacional e ao longo do filme, mas foi criticado quando ele a usou extensivamente em Marnie.
O cineasta de fantasia Ray Harryhausen foi pioneiro em uma variação de projeção traseira nas décadas de 1950 e 1960 com Dynamation, em que a tela traseira era colocada em um cenário em miniatura junto com criaturas em stop-motion. Harryhausen descobriu uma maneira de sincronizar o movimento das figuras em miniatura com a projeção de fundo como uma forma de inserir humanos em ação na mesma cena que as criaturas.